# Les Vacances à Prostokvachino
Pour plus de détails, voir Fiche technique et Distribution.
Les Vacances à Prostokvachino (Каникулы в Простоквашино, Kanikouly v Prostokvachino) est un film d'animation soviétique réalisé par Vladimir Popov, sorti en 1990.
C'est le deuxième film tiré du livre pour enfants Oncle Fiodor, son chien et son chat d'Édouard Ouspenski paru en 1983.
Le premier film est Les Trois de Prostokvachino (1988) et le troisième est L'Hiver à Prostokvachino (1994).

## Synopsis
L'oncle Fiodor a décidé de passer les vacances d'été dans le village de Prostokvachino avec ses amis - le chat Matroskine et le chien Charik. Matroskine ne sera pas content de sa vache Mourka et de l'abondance de lait, de la naissance du veau Gavrucha. Charik, à son tour, s'est intéressé de manière désintéressée à la chasse aux photos.

## Fiche technique
- Titre original : Каникулы в Простоквашино, Kanikouli v Prostokvachino
- Titre français : Les Vacances à Prostokvachino
- Réalisation : Vladimir Popov
- Scénario : Edouard Ouspenski
- Direction artistique : Levon Khatchatrian et Arkadi Cher
- Photographie : Kaboul Rassoulov
- Montage : Natalia Stepantseva
- Musique : Yevguéni Krylatov
- Production : Soyuzmultfilm
- Pays d'origine : URSS
- Format : Couleurs - 35 mm - 1,33:1 - Mono
- Genre : animation, aventure, court métrage
- Durée : 18 minutes
- Date de sortie : 1990

## Distribution

### Voix originales
- Maria Vinogradova : oncle Fiodor
- Oleg Tabakov : Matroskine le chat
- Lev Dourov : Charik le chien
- Valentina Talyzina : la mère d'oncle Fiodor
- Guerman Katchine : le père d'oncle Fiodor
- Boris Novikov : Petchkine le facteur